# Morti nel 1522
| Questa pagina contiene informazioni ricavate automaticamente dalle voci biografiche con l'ausilio del template Bio e di un bot. L'aggiornamento è periodico e automatico e ricostruisce completamente la pagina. Se manca una persona in questa lista, sei pregato di non aggiungerla, ma accertati piuttosto che la sua voce biografica contenga il template Bio e che i dati anagrafici siano correttamente compilati. Se il template Bio manca, inseriscilo tu stesso o, in alternativa, metti l'avviso {{tmp\|Bio}} che ne segnala la mancanza. Se i dati riportati sono sbagliati, correggi direttamente la voce biografica; le modifiche saranno visibili in questa lista entro pochi giorni. Per chiarimenti vedi il progetto biografie. La lista contiene solo le 55 persone che sono citate nell'enciclopedia e per le quali è stato implementato correttamente il template Bio. Pagina aggiornata al 18 mar 2025. |

## Gennaio(5)
- 1º gennaio - Johannes Stabius, cartografo e storico austriaco
- 15 gennaio - Ventura Vitoni, architetto italiano (n. 1442)
- 22 gennaio - Teodosio di Valacchia, principe
- 25 gennaio - Raffaele Maffei, umanista, letterato e storico italiano (n. 1451)
- 29 gennaio - Wolfgang I di Oettingen, conte (n. 1455)

## Marzo(3)
- 8 marzo - Marcantonio I Colonna, nobile e condottiero italiano (n. 1478)
- 10 marzo - Raimondo de Cardona, generale spagnolo (n. 1467)
- 28 marzo - Jan III van Montfoort, nobile e militare olandese (n. 1448)

## Aprile(7)
- 10 aprile - Francesco Cattani da Diacceto, filosofo italiano (n. 1466)
- 12 aprile - Piero di Cosimo, pittore italiano
- 14 aprile - John Spencer, politico e nobile inglese (n. 1455)
- 15 aprile - Galeotto Graziani, vescovo cattolico, abate e giurista italiano
- 26 aprile - Georg von Slatkonia, vescovo cattolico sloveno (n. 1456)
- 27 aprile - Arnold Winkelried, mercenario e generale svizzero
- 29 aprile - Pietro II Cardona, nobile, politico e militare italiano

## Giugno(5)
- 7 giugno - Jacopo da Diacceto, letterato e scrittore italiano (n. 1494)
- 13 giugno - Pier Soderini, politico italiano (n. 1451)
- 24 giugno - Franchino Gaffurio, teorico musicale e compositore italiano (n. 1451)
- 24 giugno - Elisabetta del Palatinato, contessa (n. 1483)
- 30 giugno - Johannes Reuchlin, filosofo, umanista e teologo tedesco (n. 1455)

## Luglio(2)
- 5 luglio - Antonio de Nebrija, umanista, pedagogo e grammatico spagnolo (n. 1441)
- 26 luglio - Fiordelisa Maria Sforza, nobildonna italiana (n. 1453)

## Agosto(5)
- 3 agosto - Juan de Badajoz il Vecchio, architetto spagnolo
- 11 agosto - Martin Siebenbürger, giurista e politico austriaco
- 13 agosto - Paolo Morando, pittore italiano (n. 1486)
- 24 agosto - Gaspard I de Coligny, militare francese (n. 1465)
- 28 agosto - Giovanni Antonio Amadeo, scultore, ingegnere e architetto italiano (n. 1447)

## Settembre(3)
- 1º settembre - Antonio Fiorentino della Cava, architetto e ingegnere italiano (n. 1451)
- 11 settembre - Christophe de Longueil, umanista francese (n. 1490)
- 30 settembre - Matteo Schiner, cardinale, politico e diplomatico svizzero

## Ottobre(1)
- 30 ottobre - Jean Mouton, compositore francese

## Novembre(3)
- 11 novembre - Achille Torelli, conte di Guastalla, nobile e condottiero italiano
- 14 novembre - Anna di Beaujeu, nobile (n. 1461)
- 30 novembre - Gian Francesco Daina, condottiero italiano

## Dicembre(4)
- 5 dicembre - Giovanni Battista Branconio dell'Aquila, orafo italiano (n. 1473)
- 10 dicembre - Santo Brasca, diplomatico e viaggiatore italiano (n. 1444)
- 11 dicembre - Raffaello Petrucci, cardinale e vescovo cattolico italiano (n. 1472)
- 15 dicembre - Lucia Marliani, nobildonna italiana (n. 1455)

## Senza giorno specificato(17)
- Ambrogio da Rosate, medico e astrologo italiano (n. 1437)
- Andrea Bernardi, storico italiano (n. 1450)
- Petracone Caracciolo, nobile italiano
- Colijn de Coter, pittore olandese (n. 1440)
- Gavin Douglas, vescovo cattolico, traduttore e scrittore scozzese (n. 1474)
- Hayır Bey, politico ottomano
- Hans von Kulmbach, pittore e incisore tedesco
- Hans Rudolf Nägeli, militare svizzero
- Pierre, principe di Sayd, principe ottomano
- Bartolomé Ramos de Pareja, matematico, compositore e teorico musicale spagnolo
- Roberto da Montevarchi, pittore italiano (n. 1460)
- Giorgio Rusconi, editore e tipografo italiano
- Paolo Suriani, monaco cristiano e medico italiano (n. 1468)
- Teolepto I di Costantinopoli, arcivescovo ortodosso greco
- Johann Werner, cartografo, matematico e religioso tedesco (n. 1468)
- Xicotencatl I, poeta e nobile azteco
- Alain I d'Albret, militare e politico francese (n. 1440)